# Родинія
Роди́нія (новолат. Rodinia від рос. Родина — «Батьківщина») — стародавній суперконтинент, що утворився 1,1 мільярда років тому і розпався близько 750 мільйонів років тому, включав у себе майже увесь тогочасний суходіл. Омивався океаном Міровією. Знаходився головним чином в Південній півкулі.

## Історія
Подібні континенти, що обіймають увесь суходіл як правило існують приблизно 250 млн років. Попередній суперконтинент Колумбія існував 1,8—1,5 мільярда років тому. Суперконтинент-наступник — Пангея — 300—180 мільйонів років тому, хоча можливо, що короткий час існувала Паннотія близько 600—540 мільйонів років тому.
Виникнення континенту Родинія мало досліджене, на відміну від періоду розпаду. Близько 850—800 млн років тому почався процес рифтогенезу, що почав розколювати Родинію. Одна із частин зараз представлена Австралією, Індією, східною Антарктидою, Конго, Калахарі. Інша — Лаврентією, Балтикою, Амазонією, Західною Африкою, Ріо-де-ла-Плата та деякими дрібнішими платформами.